# Ziziphus mauritiana
El ginjoler (Ziziphus mauritiana) és una espècie de planta que proporciona un fruit tropical que és del mateix gènere que el ginjoler comú (Ziziphus jujuba). És una planta tropical que pertany a la família de l'aladern, la Rhamnaceae.
Necessita un ambient més tropical que el ginjoler comú i es creu que es va originar a la regió indo-malàia.
És un arbust espinós perennifoli o un arbret de fins a 15 m d'alt. El fruit és una drupa de mida i forma variables, oval, ovada, oblonga o rodona i de d'1,5 a 6,2 cm de llarg segons la varietat. La polpa és blanca, quan està un xic per sota de la maduresa el fruit és sucós i aromàtic. S'ha naturalitzat d'Àfrica a Afganistan i la Xina, i també de Malàisia a Austràlia i en algunes regions del Pacífic. En alguns lloc és una planta invasora com a les illes Fiji i nord d'Austràlia.

## Aspectes nutritius

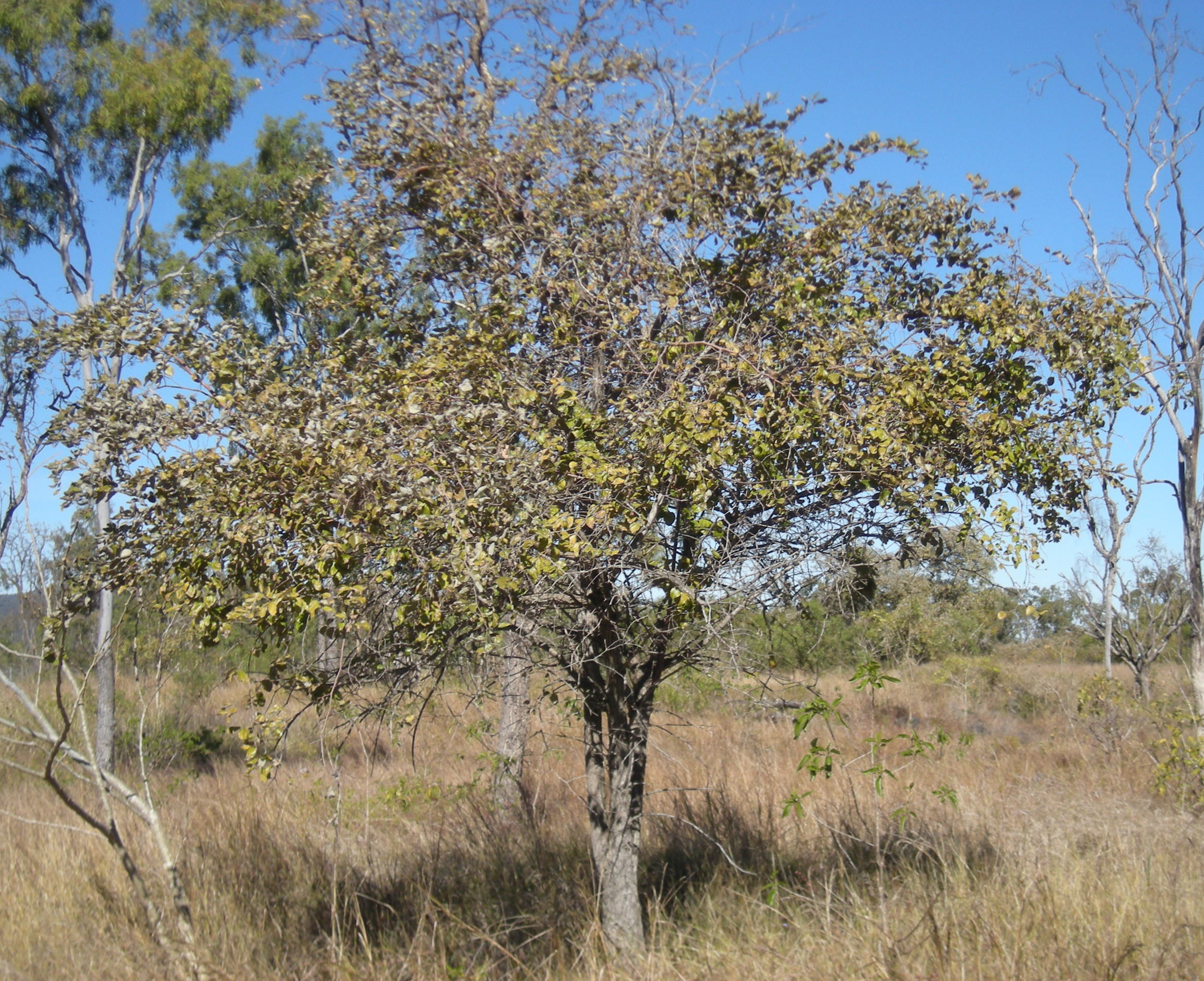
Z. mauritiana

Per 100 grams: Energia alimentària 24, 76 kilojoukes, proteïnes 0,8 g, greix 0,07 g, carbohidrats 17 g, sucres 5,4-10,5 g, fibra 0,60 g, tiamina 0,02-0,024 mg, ferro 0,76-1,8 mg.

## Ecologia
Ziziphus mauritiana és un arbre resistent a la secada, les inundacions, les temperatures extremes i els sòls tropicals de laterita. El cultiu comercial arriba fins als 1.000 m d'altitud.

## Producció mundial
Les principals zones productores són les regions semiàrides de l'Índia. Des de 1984 a 1995 amb cultivars millorats la producció només a l'Índia va ser de 0,9 milions de tones en una superfície de 88.000 ha.

## Usos
El fruit es pot menjar cru, es pot assecar o se'n poden fer begudes. Té molta més vitamina C que els cítrics. Les fulles són menjades amb facilitat per camells, vaques i cabres. Es consideren molt nutritives.
.